# Émile Kuntz
 (mai 2019).
Pour les articles homonymes, voir Kuntz.
Émile Kuntz, né le 2 juin 1942 à Joinville-le-Pont et mort le 26 décembre 2023 à Lyon, est un chimiste français.
Émile Kuntz est notamment connu pour sa découverte d'un nouveau ligand hydrosoluble des métaux nobles et des métaux de transition, la TPPTS. Ce ligand lui a permis de développer un nouveau type de catalyse en phase liquide : la catalyse homogène biphasée qui permet une séparation aisée du catalyseur après réaction chimique. C'est aujourd'hui un procédé utilisé pour la synthèse de plusieurs produits chimiques importants.

## Parcours professionnel
Émile Kuntz étudie au lycée d'Arsonval à Saint-Maur-des-Fossés de 1957 à 1961 : il obtient son brevet élémentaire industriel, son diplôme d'Arsonval et son propédeutique Maths/Physique/Chimie.
En 1962, il entre en classe préparatoires ENSI au lycée Lavoisier à Paris.
De 1962 à 1965, il intègre l'École supérieure de chimie industrielle de Lyon (fusionnée en 1994 avec l'ICPI, l'Institut de chimie physique industrielle, prenant le nom de CPE Lyon).
De 1965 à 1977, Émile Kuntz est embauché par Rhône-Poulenc en tant qu'ingénieur chimiste de recherche. En parallèle de son travail, il obtient une licence en sciences économiques à l'université Lyon-2.
De 1977 à 1994, il est gérant de sociétés immobilières dans le domaine de la construction et la rénovation d'immeubles.
De 1995 à 2017, retournant dans son école en tant qu'ingénieur chimiste de recherche, Kuntz travaille conjointement avec le laboratoire d'électrochimie (Pr O. Vittori, 1995-2000), le Laboratoire de Chimie organométallique de surface (Pr J.M. Basset, 2001-2017) et le laboratoire de Chimie Catalyse Polymères et Procédés (Pr B. Charleux et Dr Timothy McKenna).

## Chercheur et pionnier dans le domaine de la catalyse
Emile Kuntz travaille chez Rhône-Poulenc en tant qu'ingénieur de recherche dans deux domaines de chimie radicalement différents. Il collabore tout d'abord de 1965 à 1971 à des recherches dans le service des polymères de M. Ruaud. Il fait différentes recherches dans les domaines de synthèses de polymères vinyliques, de résines chélatantes, de polymères spéciaux réactifs avec l'urée dans l'eau, de systèmes d'oxydo-réduction et d'étude de l'hydratation des polymères par calorimétrie.
De 1971 à 1977, il collabore ensuite à des recherches dans le service de synthèse organique de M. Thiers. Il conduit différentes recherches concernant l'amélioration de procédés de fabrication de produits pharmaceutiques, de parfums (citral- et eugénol-), de produits intermédiaires dans la chaîne nylon, ainsi que de produits aromatiques en collaboration avec le Professeur Marc Julia.
C'est en 1974 qu'il fait la découverte de la TPPTS, le sel de sodium de la trisulfophénylphosphine, un sel très soluble dans l'eau. Grâce à ce nouveau ligand, à l'échelle du laboratoire, Émile Kuntz met au point un nouveau type de catalyse : la catalyse homogène biphasée. Celle-ci permet une séparation facile du catalyseur après réaction chimique. Chez Rhône-Poulenc, il prend alors rapidement les brevets, les plus importants que cette nouvelle technique laisse entrevoir dans le domaine de la chimie de base et celui de la chimie fine.
Cette catalyse aqueuse biphasée a permis de développer divers procédés industriels: hydroformylation, du propylène et des butènes, procédé très sélectif dit "procédé Rhône-Poulenc / Ruhrchemie (de)" industrialisé par Ruhrchemie en 1984, dont la production actuelle est de 500 000 tonnes/an, synthèse de la geranylacétone, un intermédiaire de la vitamine E par fonctionnalisation du myrcène, industrialisée par Rhône Poulenc en 1988.
Un nombre important de publications paraît par la suite avec les phosphines hydrosolubles dont la TPPTS dans le domaine de la catalyse biphasée. Celle-ci est ensuite généralisée en utilisant les systèmes organiques non miscibles notamment les hydrocarbures perfluorés et surtout les liquides ioniques du type imidazolium qui connaissent alors un développement très important.
En 1994, Émile Kuntz a rejoint CPE Lyon, dans les groupes de recherche d'Olivier Vittori d'abord puis de Jean-Marie Basset en 2001, participant aux recherches dans le domaine de la chimie organométallique de surface et de la catalyse homogène.

## Sujets de recherche
(novembre 2020).
Émile Kuntz a notamment travaillé dans les domaines suivants :
- synthèse de copolymères vinyliques;
- stabilité thermique de copolymères vinyliques;
- études physiques et organiques de systèmes d'oxydo-réduction dans la polymérisation vinylique (spectrophotométrie, polarographie et microcalorimétrie)
- synthèse de chélates (V, Cr, Mn, Ti);
- synthèse de nouveaux polymères bipyridyl[8],[9],[10]: études de l'équilibre avec des sels métalliques de transition;
- réactivité de l'urée dans l'eau[11] et synthèse de polymères polystyrènes fonctionnalisés : phenylglyoxal polymers[12];
- améliorations dans des productions spécialisées : réaction de sulfonation en chimie pharmaceutique, allylation de composés aromatiques[13],[14],[15]

, isomérisation de composés terpéniques, isomérisation d'alcools acétyléniques avec des catalyseurs au vanadium;
- réactivité de chlorures aromatiques avec des composés vinyliques[18] (catalyseurs au palladium);
- Voie de synthèses de l'adiponitrile;
- catalyse homogène dans l'eau[19]: nouveaux ligands solubles (TPPTS), hydroformylation[20] des oléfines, hydrocyanation[21] des oléfines et dioléfines, hydrogénation, carboxylation des oléfines etc. télomérisation des diènes[22],[23],[24];
- chimie redox du Pd2+, Pt2+ et systèmes avec TPPTS[25]
- Propriétés de complexes de nickel (0) avec TPPTS dans l'eau[26];
- déshydratation d'alcools aliphatiques et hydratation des oléfines;
- Complexes de palladium en milieu acide[27].

## Distinctions
Le grand Prix de l'académie des Technologies - Prix Chéreau Lavet 2005 a été décerné à Emile Kuntz, le 30 novembre 2005, en présence de François Goulard, Ministre délégué à l'Enseignement supérieur et à la recherche, au Sénat. Le prix Chéreau Lavel récompense, depuis 2001, un ingénieur inventeur français pour la qualité de ses travaux. Son originalité repose sur la récompense d'une innovation ayant fait l'objet d'une mise en œuvre industrielle reconnue.